# François Zoko
Bernard François Dassise Zoko (Daloa, Costa de Marfil, 13 de septiembre de 1983) es un futbolista marfileño, que se desempeña como delantero y que actualmente milita en el Yeovil Town de la Football League Two de Inglaterra.

## Trayectoria
Ha sido internacional con la selección de fútbol de Costa de Marfil, pero en las selecciones menores. Pese a que es marfileño, inició su carrera en Francia, donde militó en 2 clubes.

## Clubes
| Club                  | País       | Año           |
| --------------------- | ---------- | ------------- |
| AS Nancy              | Francia    | 2000 - 2004   |
| Stade Lavallois       | Francia    | 2004 - 2006   |
| RAEC Mons             | Bélgica    | 2006 - 2008   |
| Hacettepe Spor Kulübü | Turquía    | 2008 - 2009   |
| K.V. Oostende         | Bélgica    | 2010          |
| Carlisle United       | Inglaterra | 2010 - 2012   |
| Notts County          | Inglaterra | 2012-2013     |
| Stevenage FC          | Inglaterra | 2013-2014     |
| Blackpool FC          | Inglaterra | 2014-2015     |
| Bradford City         | Inglaterra | 2014-2015     |
| Yeovil Town           | Inglaterra | 2015-presente |